# Cittadinanza svizzera

Stemma della Confederazione svizzera

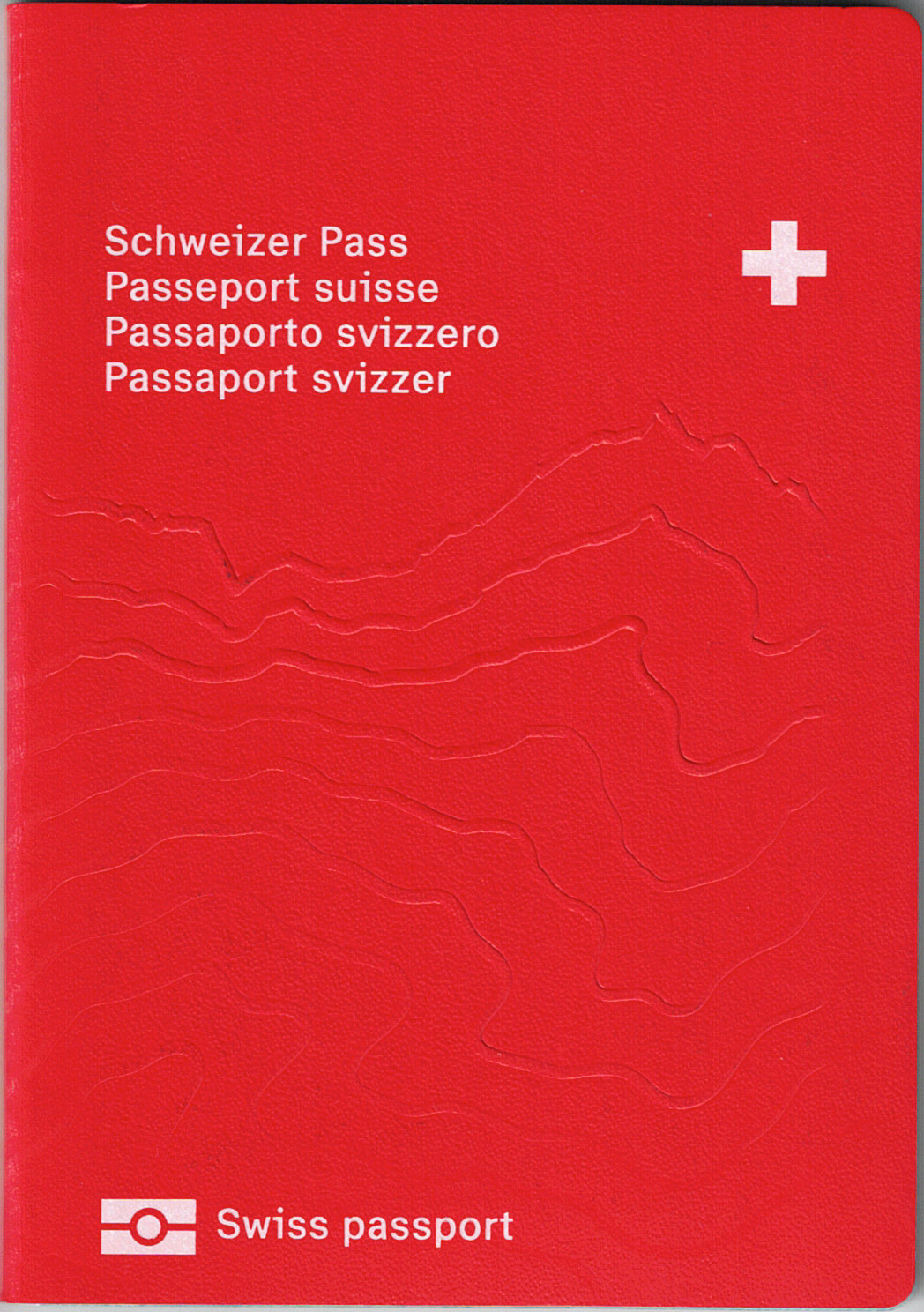
Copertina di un passaporto svizzero, versione 2022

La cittadinanza svizzera (in tedesco: Schweizer Bürgerrecht, in francese: nationalité suisse, in romancio: Burgais svizzer) è lo stato civile di chi è cittadino svizzero e può essere ottenuta per nascita, matrimonio e naturalizzazione.

## Principi fondanti
La legge svizzera per la cittadinanza è basata sui seguenti principi:
- triplo livello di cittadinanza (confederazione, cantone e comune)
- acquisizione della cittadinanza per discendenza (ius sanguinis)
- prevenzione dell'apolidia.

Ogni svizzero è cittadino del comune o luogo  del cantone d'origine e della confederazione, in quest'ordine: ha la cittadinanza svizzera chi possiede una cittadinanza comunale e la cittadinanza di un cantone (legge 37 della costituzione federale della Confederazione Svizzera). Egli entra nel registro famigliare del suo luogo d'origine. Il luogo d'origine è il luogo di dove la famiglia (solitamente il padre) è originaria. Non è da confondersi col luogo di nascita. Il luogo d'origine non coincide necessariamente col luogo di nascita.

## Requisiti per la cittadinanza
Un soggetto è cittadino svizzero per nascita (che sia nato in Svizzera o meno) se è:
- nato da padre o madre svizzero, se i genitori sono sposati
- nato da madre svizzera, se i genitori non sono sposati.

Se i genitori si sposano dopo la nascita del figlio e solo il padre è svizzero, il figlio assume la cittadinanza svizzera al matrimonio dei genitori. In caso la madre sia straniera ma il padre svizzero, dopo il riconoscimento, il figlio assume la cittadinanza svizzera e l'attinenza del padre.
È cittadino/a svizzero/a chi è figlio/a di padre svizzero non coniugato purché la paternità sia riconosciuta prima della maggiore età.
Ci sono delle eccezioni se solo la madre è svizzera e ha acquisito la cittadinanza in base a un precedente matrimonio con un cittadino svizzero.
Lo ius soli non esiste in Svizzera, perciò la nascita in territorio svizzero non conferisce la cittadinanza svizzera al neonato.

### Matrimonio (naturalizzazione facilitata)
Un soggetto sposato con un cittadino svizzero può richiedere la cittadinanza svizzera per facilitare la naturalizzazione dopo aver vissuto in Svizzera per cinque anni ed essere sposato da almeno tre anni. Non è richiesto alcun esame di lingua, ma si deve comunque dimostrare:
- di essere integrato con la vita in Svizzera;
- di essere conforme alla legge svizzera;
- di non costituire pericolo per la sicurezza interna o esterna della Svizzera.

I figli nati da precedenti relazioni prendono la cittadinanza insieme al compagno. Ciò non avviene quando la coppia è formata da persone dello stesso sesso.
È anche possibile, per il coniuge di un cittadino svizzero, farne richiesta per facilitare la naturalizzazione, pur risiedendo all'estero, dopo:
- sei anni di matrimonio col cittadino svizzero e
- aver legami stretti con la Svizzera.

Il coniuge che acquisisce la cittadinanza svizzera per facilitare la naturalizzazione prende la cittadinanza del comune e del cantone del compagno.

### Naturalizzazione
La cittadinanza svizzera può essere ottenuta da un residente permanente che abbia vissuto in Svizzera per almeno 10 anni. Bisogna inoltre parlare fluentemente almeno una delle lingue nazionali, quindi in tedesco (preferibilmente svizzero tedesco), francese, italiano o romancio (dipende dal comune) e dimostrare:
- di essersi integrato con la vita in Svizzera;
- familiarità con le abitudini, i costumi e le tradizioni svizzere;
- di essere conforme alla legge svizzera;
- di non costituire pericolo per la sicurezza interna od esterna della Svizzera.

I cantoni e i comuni impongono la residenza e i loro altri requisiti che possono essere anche più severi di quelli imposti dalla confederazione.

### Naturalizzazione semplificata
Certe categorie di non svizzeri possono far domanda per la naturalizzazione semplificata. Tra queste:
- le donne che hanno perso la cittadinanza svizzera sposandosi con un cittadino non svizzero
- i bambini nati da madri svizzere che hanno acquistato loro stesse la cittadinanza svizzera in base ad un precedente matrimonio
- le persone nate prima del 1º luglio 1985 le cui madri hanno acquisito la cittadinanza svizzera per discendenza, adozione o naturalizzazione
- i bambini le cui madri hanno acquisito la cittadinanza svizzera col matrimonio.

Tutte queste categorie hanno delle condizioni aggiuntive per ottenere la cittadinanza. Normalmente il richiedente ottiene la cittadinanza del comune e del cantone della madre o della sposa.

## Triplo livello di cittadinanza
Ogni comune in Svizzera tiene il proprio registro dei cittadini, che è separato dal registro delle persone che vivono nel comune. Molti cittadini svizzeri non vivono nel comune che è il loro luogo d'origine; perciò spesso è richiesto loro dal comune dove vivono un certificato di cittadinanza (atto d'origine/Heimatschein/acte d'origine) del loro luogo d'origine. In pratica non c'è differenza di diritti e doveri tra cittadini di diversi comuni, eccetto il lavoro d'ufficio extra che deve essere sbrigato.

## Cittadinanza multipla
A causa del fatto che uno è cittadino di un comune piuttosto che cittadino dello stato, ci sono due forme di nazionalità multipla: la nazionalità multipla intercomunale, ad esempio per chi è cittadino di Ginevra (GE) e di Meyrin (GE), e la nazionalità multipla internazionale, per chi è cittadino della Svizzera e di un altro paese. Nei passaporti e le carte d'identità svizzere tutti i comuni sono elencati, ma si ha solo un passaporto ed una carta d'identità per la nazionalità intercomunale.

### Cittadinanza multipla internazionale
In accordo con l'Ufficio Federale per la Migrazione, non ci sono restrizioni alla cittadinanza multipla in Svizzera dal 1º gennaio 1992, ciò significa che gli stranieri che acquisiscono la cittadinanza svizzera o i cittadini svizzeri che volontariamente prendono un'altra cittadinanza, non perdono automaticamente la cittadinanza precedente, come invece accadeva prima di questa data. Ovviamente la cittadinanza non svizzera può ancora essere persa se la legge dell'altra nazione non riconosce la doppia cittadinanza. Si stima un 60% dei cittadini svizzeri che vivevano all'estero nel 1998 aventi la doppia cittadinanza.
A seguito del multi-diritto di nazionalità, ora viene permesso che entrambi i genitori trasmettano la loro nazionalità ai figli (e non solo il padre, come accadeva quasi sempre in passato), molti bambini acquisiscono alla nascita la doppia cittadinanza. Ciò è particolarmente frequente in Svizzera da quando un'alta percentuale della popolazione ha un passaporto straniero (più del 54% a Ginevra). Comunque l'Ufficio Federale per la Migrazione fa notare che da ciò non è derivato nessun problema concreto. Il servizio militare, il più probabile problema che si presenta, è fatto di solito nella nazione dove la persona risiede al momento dell'arruolamento.
Dopo due referendum legislativi respinti per facilitare la naturalizzazione nel settembre 2004, alcuni degli oppositori (in particolare dell'Unione Democratica di Centro) proposero di tornare alla situazione anteriore al 1992, dove la doppia cittadinanza era vietata; al novembre 2005 a questa proposta non è seguito nessun progetto formale.

## Discussioni sulla cittadinanza svizzera
Il diritto di cittadinanza svizzera è stato largamente discusso durante gli anni. In confronto agli altri diritti di nazionalità, l'accesso alla cittadinanza svizzera è molto ristretto e diverse modifiche sono state proposte nel corso degli anni per allargare l'accesso. Quelle che sono state votate nei referendum del 1983, 1994 e 2003 sono state tutte respinte. In particolare durante il referendum del settembre 2004 i votanti svizzeri hanno respinto le proposte che volevano:
- dare alle persone nate in Svizzera e residenti lì da molto tempo con età tra 14 e 24 anni il diritto di richiedere la naturalizzazione facilitata (che evita i requisiti di cantoni e comuni)
- conferire la cittadinanza svizzera automatica alle persone nate in Svizzera con almeno un genitore nato in Svizzera.

I cantoni di lingua francese ad ovest (Romandia) erano in generale favorevoli al cambio, mentre i cantoni di lingua tedesca ad est (Svizzera tedesca) ed i cantoni di lingua italiana a sud (Ticino e Grigioni) votarono contro. La campagna attorno a questi referendum era controversa e si accusò di fare annunci politici razzisti.
Mentre i requisiti minimi per ottenere la cittadinanza svizzera per naturalizzazione sono posti a livello federale, i cantoni ed i comuni svizzeri sono liberi di introdurre requisiti più stretti, con alcuni comuni che hanno perfino deciso di non permettere nessuna naturalizzazione nei loro territori. Nel 1999 il comune di Emmen ed il Canton Lucerna iniziarono ad usare i referendum popolari per decidere l'esito delle richieste di naturalizzazione, ma tale pratica fu decretata incostituzionale dal Tribunale federale svizzero nel luglio 2003.

## Diritti e doveri dei cittadini svizzeri
Tutti i cittadini svizzeri sono:
- aventi diritto al voto nelle elezioni politiche al di sopra dei 18 anni d'età;
- aventi diritto ad intraprendere la carriera politica;
- aventi diritto ad avviare una petizione od un'iniziativa del cittadino per un referendum;
- aventi diritto ad ottenere un passaporto svizzero;
- aventi diritto a non ricevere l'espulsione dalla Svizzera;
- aventi diritto a vivere, studiare, aprire un'attività nell'Unione europea, Islanda, Liechtenstein o Norvegia;
- obbligati ad eseguire il servizio militare (se di sesso maschile).